# Zračna luka Silvio Pettirossi
Zračna luka Silvio Pettirossi (IATA: ASU, ICAO: SGAS) međunarodna je i glavna zračna luka u Paragvaju, smještena u Luqueu, predgrađu glavnog grada Asuncióna. Ime je dobila po paragvajskom zrakoplovcu Silviju Pettirossiju, dok je ranije nosila naziv Presidente Stroessner, prema paragvajskom bivšem diktatoru generalu Alfredu Stroessneru.
Zračna luka je glavno čvorište (hub) za zračne prijevoznike TAM Paraguayan Airlines i Regional Paraguaya.

## Vanjske poveznice
- www.dinac.gov.py  Arhivirana inačica izvorne stranice od 15. rujna 2008. (Wayback Machine)